# Jean-Baptiste d'Aloy
Jean-Baptiste d'Aloy (écrit aussi Jan Chrzciciel d'Aloy ou z Aloe), mort en 1786, est un acteur et diplomate polonais. Originaire de Turin, il faisait partie des Piémontais francophones.
En 1757 il était émissaire de la Pologne à Paris. Sa lettre d'instruction lui a été remise par le vice-chancelier (1746-1762) Jan Małachowski (pl).
De 1764, il faisait partie de l'entourage du légat de Saxe August Franz Essen (pl), qu'il aidait à sauvegarder les intérêts saxons, bien qu'il ait été officiellement le légat du duché de Courlande en Pologne.
Il a eu pour fils François d'Aloy (pl) (1759-1821) dignitaire franc-maçon, et pour fille Louise d'Aloy (1760-1836) qui épousa Jan Nepomucen Eryk Potocki (pl).